# Деніс Флеміон
Деніс Флеміон (6 червня 1955 — 7 липня 2012) — учасник-засновник разом зі своїм молодшим братом Джиммі інді-рок гурту The Frogs. Він був основним ударником у гурті. Денніс також був тимчасовим членом The Smashing Pumpkins з 1996 по 1997 рік, замінивши на клавішних Джонатана Мелвоїна.
На альбомі гурту Adore брати були бек-вокалістами в піснях «To Sheila» and «Behold! The Night-Mare».
7 липня 2012 року Флеміон потонув в озері в графстві Расін, штат Вісконсин. Йому було 57 років.